# Montegrotto Terme
Montegrotto Terme est une commune italienne de la province de Padoue, dans la région Vénétie.

## Économie
L'Hôtel Terme Mollepini (en) de 100 chambres, avec sa piscine Y-40 de 42 m de profondeur, détient le record mondial de la piscine le plus profonde.

## Administration
| Période                                  | Période | Identité     | Étiquette | Qualité |
| ---------------------------------------- | ------- | ------------ | --------- | ------- |
|                                          |         | Luca Claudio | La Droite |         |
| Les données manquantes sont à compléter. |         |              |           |         |

### Communes limitrophes
Abano Terme, Battaglia Terme, Due Carrare, Galzignano Terme, Torreglia.